# Anticlea cabrerai
Anticlea cabrerai là một loài bướm đêm trong họ Geometridae.